# Fusion à cible magnétisée
La fusion à cible magnétisée (MTF, de l'anglais « Magnetized target fusion ») est un concept de production d'énergie de fusion nucléaire qui combine les caractéristiques de la fusion par confinement magnétique (MCF, de l'anglais « magnetic confinement fusion ») et de la fusion par confinement inertiel (ICF, de l'anglais « inertial confinement fusion »). Comme dans le cas de l'approche par confinement magnétique, le combustible de fusion est d'abord confiné à faible densité par des champs magnétiques alors qu'il est chauffé pour se transformer en plasma. Comme dans le cas de l'approche par confinement inertielle, la fusion est initiée en comprimant rapidement la cible pour augmenter considérablement la densité et la température du combustible. Bien que la densité résultante soit bien inférieure à celle de l'ICF, la combinaison d'un temps de confinement plus longs et d'une meilleure rétention de la chaleur devrait permettre réacteurs de type MTF de fonctionner, tout en étant plus facile à construire. Le terme fusion magnéto-inertielle (MIF, de l'anglais « magneto-inertial fusion ») est similaire, mais englobe une plus grande variété d'arrangements. Les deux termes sont souvent appliqués de manière interchangeable lors des expériences.

## Concepts de la fusion nucléaire
Au cours d'une réaction de fusion, des atomes légers fusionnent pour former des atomes plus lourds. Les carburants les plus faciles à utiliser sont les isotopes de l'hydrogène. Généralement, ces réactions ont lieu à l'intérieur d'un plasma. Un plasma est un gaz chauffé à une température suffisamment élevée pour que tous les électrons soient arrachés de leurs atomes. Le gaz est alors complètement ionisé. Les ions sont chargés positivement, et se repoussent en raison des forces électrostatiques. La fusion ne peut se produit que lorsque deux ions entrent en collision avec suffisamment d'énergie pour surmonter la répulsion électrostatique et pour se rapprocher suffisamment l'un de l'autre pour que la force nucléaire forte, qui n'agit qu'à de très courtes distances (de l'ordre de la taille des noyaux), puisse contrebalancer la répulsion électrique et permettre la formation d'un nouveau noyau plus gros. La quantité d'énergie qui doit être fournie pour permettre la fusion s'appelle la barrière coulombienne. Pour que la fusion puisse se produire dans un plasma, il faut le chauffer à des dizaines de millions de degrés et le comprimer à haute pression, le tout pendant une durée suffisamment longue. L'ensemble de ces trois objectifs (densité, température et temps de confinement) s'appelle le produit triple (voir critère de Lawson). La recherche sur la fusion se concentre sur l'obtention d'un produit triple le plus élevé possible.
Le confinement magnétique permet de chauffer un plasma dilué (environ 1014 cm−3) à des températures élevées, autour de 20 keV (soit environ 230 millions de °C). L'air ambiant est environ 100 000 fois plus dense. Pour réaliser un réacteur pratique à ces températures, le combustible doit être confiné pendant une durée d'au moins une seconde. Le tokamak du projet ITER est en cours de construction pour tester l'approche magnétique avec des longueurs d'impulsion allant jusqu'à 20 minutes.
Le confinement inertiel tente de produire des densités beaucoup plus élevées, de l'ordre de 1025 cm−3, soit environ 100 fois la densité du plomb. Ceci permet aux réactions de fusion de se produire extrêmement rapidement, de l'ordre de la nanoseconde. Notons qu'un confinement n'est pas nécessaire : bien que la chaleur et les particules créées par les réactions fassent exploser le plasma, la vitesse à laquelle l'explosion se produit est plus lente que celle des réactions de fusion.
Le 13 décembre 2022, le département de l'Énergie des États-Unis a annoncé que le seuil de rentabilité (Q > 1) avait été dépassé par le National Ignition Facility (NIF)  en utilisant un dispositif de fusion par confinement inertiel. Les 2,05 MJ délivrés sur la cible par des lasers ont permis de produire 3,15 MJ de réactions de fusion, ce qui équivaut à un facteur de gain Q = 1,54. Mais les machines à fusions sont encore loin de constituer des dispositifs pratiques pour la production d'énergie commerciale.

## Approche
Alors que les types de fusion MCF et ICF s'efforcent d'obtenir le critère de Lawson selon des approches différentes, MTF tente de travailler entre les deux, en visant une densité de plasma de 1019 cm−3, intermédiaire entre MCF (1014 cm−3 ) et ICF (1025 cm−3). À cette densité, le temps de confinement doit être de l'ordre de la microseconde, là encore cette valeur est intermédiaire entre les deux autres techniques. MTF utilise des champs magnétiques pour limiter les pertes de plasma et la compression inertielle pour chauffer le plasma.
D'une manière générale, MTF est une méthode inertielle. La densité est augmentée grâce à des impulsions d'énergie qui compriment le carburant, ce qui chauffe le plasma (de la même manière que la compression chauffe un gaz ordinaire). Dans l'ICF traditionnel, une quantité d'énergie plus importante est ajoutée par les lasers qui compriment la cible, mais cette énergie a tendance à s'échapper. MTF utilise un champ magnétique créé avant la compression afin de confiner et d'isoler le carburant de façon à réduire les pertes d'énergie. Le résultat est une masse de combustible moins dense que dans le cas d'ICF, mais qui n'a pas besoin d'être confinée pendant une durée aussi longue que dans le cas de MCF.
Au fur et à mesure que la capsule contenant le combustible est comprimée, la chaleur et la pression du plasma augmentent. Le taux d'effondrement du combustible est généralement linéaire, mais la pression est liée au volume, qui augmente avec le cube de la compression. À un moment donné, la pression devient suffisante pour arrêter et inverser l'effondrement. À cause de la masse du revêtement métallique qui entoure le carburant, ce processus prend un certain temps. Le concept MTF est basé sur le fait que ce temps est suffisamment long pour que les réactions de fusion puissent avoir lieu.
Le concept MTF présente des avantages par rapport à la fois à l'ICF et aux techniques à faible densité de plasma. Les apports d'énergie sont relativement efficaces et peu coûteux, alors que l'ICF exige des lasers spécialisés à haute performance qui offrent actuellement une très faible efficacité. Le coût et la complexité de ces lasers, appelés des « pilotes » (« drivers » en anglais), sont si importants que les méthodes ICF traditionnelles restent peu pratiques pour la production d'énergie commerciale. De même, bien que le MTF ait besoin d'un confinement magnétique pour stabiliser et isoler le carburant pendant sa compression, le temps de confinement nécessaire est des milliers de fois plus court que celui du MCF. Des temps de confinement de l'ordre de grandeur de ceux nécessaires pour MTF ont déjà été démontrés dans des expériences MCF il y a de nombreuses années.
Les densités, les températures et les temps de confinement nécessaires pour MTF sont tout à fait dans les limites de l'état actuel de la technologie et ont été démontrés à plusieurs reprises. Le laboratoire national de Los Alamos a qualifié la fusion à cible magnétisée comme étant une « voie à faible coût vers la fusion ».

## Dispositifs

### FRX-L
Pour son expérience pionnière, le FRX-L, le laboratoire national de Los Alamos utilise un plasma qui est d'abord créé à faible densité en transformant un courant électrique à travers un gaz à l'intérieur d'un tube de quartz (généralement un gaz non combustible à des fins de test). Ceci permet de chauffer le plasma jusqu'à environ 200 eV (2,3 millions de °C). Des aimants externes confinent le combustible dans le tube. Un plasma est électriquement conducteur, ce qui permet à un courant de le traverser. Ce courant engendre un champ magnétique qui, à son tour, interagit avec le courant. Le plasma est agencé d'une manière qui fait que les champs et le courant se stabilisent dans le plasma une fois que ce dernier est établi, produisant un auto-confinement. À cette fin, FRX-L utilise la configuration à champ inversé. Étant donné que la température et le temps de confinement sont 100 fois plus faibles que ceux d'une machine de type MCF, le confinement est relativement facile à organiser et ne nécessite pas les aimants supraconducteurs complexes et coûteux utilisés dans la plupart des expériences MCF modernes.
FRX-L est utilisé uniquement dans le but de créer et de tester un plasma, pour permettre des diagnostics. Il utilise quatre batteries de condensateurs haute tension (jusqu'à 100 kV) stockant jusqu'à 1 MJ d'énergie pour produire un courant de 1,5 MA dans des bobines de champ magnétique à une boucle qui entourent un tube de quartz de 10 cm de diamètre. Dans sa forme actuelle en tant que générateur de plasma, FRX-L a démontré des densités entre 2 et 4 x 1014 cm−3, des températures entre 100 et 250 eV, des champs magnétiques de 2,5 T et des durées de vie de 10 à 15 microsecondes. Tous ces éléments s'approchent à moins d'un ordre de grandeur de ce qui serait nécessaire pour une machine à rendement positif.
FRX-L a ensuite subi une remise à niveau pour ajouter un système « d'injecteur ». Celui-ci est situé autour du tube de quartz et consiste en un arrangement conique de plusieurs bobines magnétiques. Lorsqu'elles sont alimentées, les bobines engendrent un champ plus intense à une extrémité du tube et un champ plus faible à l'autre extrémité, repoussant le plasma vers l'extrémité la plus grande du dispositif. Pour compléter le système, l'injecteur est ensuite placé au-dessus du foyer du générateur d'impulsions de hautes énergie Shiva Star du laboratoire de recherche de l'armée de l'air américaine sur la base aérienne de Kirtland à Albuquerque, au Nouveau-Mexique.

### FRCHX
En 2007, une nouvelle expérience appelée FRCHX a été placée sur le générateur Shiva Star pour bénéficier des impulsions de hautes énergie. Semblable à FRX-L, FRCHX utilise une zone de génération et injecte le plasma dans la zone de compression de Shiva Star. Shiva Star délivre une impulsion d'environ 1,5 MJ d'énergie cinétique sur l'enveloppe d'aluminium de 1 mm d'épaisseur. Cette dernière s'effondre sur elle-même de manière cylindrique à environ 5 km/s, ce qui compresse le plasma à une densité d'environ 5 x 1018 cm−3 et élève la température à environ 5 keV, produisant des rendements neutroniques de l'ordre de 1012 neutrons par impulsion en utilisant un combustible deutérium-deutérium (DD). La puissance libérée lors des impulsions les plus importantes, de l'ordre du mégajoule, nécessite une période de réinitialisation de l'équipement de l'ordre d'une semaine. L'énorme impulsion électromagnétique causée par l'équipement constitue un environnement difficile pour les équipements de diagnostics.

### Centrale de démonstration de fusion
L'entreprise canadienne General Fusion, en partenariat avec l'Autorité britannique de l'énergie atomique, doit construire une centrale de démonstration à Culham, en Angleterre, en tant que précurseur pour une centrale pilote commercialement viable. La cuve du réacteur sera un cylindre de métal fondu en rotation rapide (du plomb, incorporant du lithium pour produire du tritium par activation neutronique) qui sera transformé en sphère par l'action de pistons à vapeur synchronisés. Le combustible de fusion magnétisé est injecté sous forme de plasma dans la sphère au fur et à mesure qu'elle se contracte, produisant une température et une pression suffisantes pour que les réactions de fusion puissent se produire. Le métal liquide circule dans des échangeurs de chaleur pour produire de la vapeur.
La construction devrait commencer en 2022, les opérations devant commencer en 2025,,.

## Défis
La fusion à cible magnétisée n'est pas la première « nouvelle approche » qui se soit développée pour générer de l'énergie de fusion. Lorsque l'ICF a été introduit dans les années 1960, elle était considérée comme une nouvelle approche qui devait révolutionner le monde et produire des dispositifs de fusion pratiques dès les années 1980,. D'autres approches ont rencontré des problèmes inattendus qui ont considérablement augmenté la difficulté à générer de la puissance de sortie. Dans le cas de MCF, il y avait des instabilités qui apparaissaient dans les plasmas à mesure que la densité ou la température augmentait. Pour ICF, les problèmes étaient des pertes d'énergie inattendues et des difficultés à « lisser » les faisceaux laser. Ceux-ci ont été partiellement résolus dans les grandes machines modernes, mais seulement après d'énormes investissements.
D'une manière générale, les défis rencontrés par MTF semblent être similaires à ceux d'ICF. Pour produire efficacement de l'énergie, la densité doit d'abord être augmentée jusqu'à un niveau suffisant, puis maintenue à ce niveau suffisamment longtemps pour que la majeure partie de la masse de combustible ait le temps de subir des réactions de fusion. Ceci n'est possible que lorsque la capsule métallique est comprimée vers l'intérieur. Un mélange du métal avec le combustible de fusion « étoufferait » la réaction (un problème qui se produit également dans les systèmes MCF lorsque le plasma touche les parois du réacteur). De même, l'effondrement de la capsule doit être relativement symétrique pour éviter des « points chauds » qui pourraient déstabiliser le plasma pendant qu'il se consomme.
Les problèmes liés au développement commercial sont similaires à ceux de tous les autres modèles de réacteurs à fusion. La nécessité de former des champs magnétiques de haute intensité au centre de la machine est en contradiction avec la nécessité d'extraire la chaleur vers l'extérieur, ce qui fait de l'agencement physique du réacteur un véritable défi. De plus, le processus de fusion émet un grand nombre de neutrons (du moins dans le cas des réactions les plus couramment utilisées), conduisant à une fragilisation neutronique qui dégrade la résistance des matériaux des structures du réacteur, ainsi que la conductivité des câbles métalliques. Dans les schémas de type MCF les plus courants, les neutrons sont destinés à être capturés dans une enveloppe de lithium pour générer plus de tritium, de façon à fournir une alimentation en combustible, ce qui complique encore plus l'arrangement global. La fusion deutérium-deutérium éviterait cette contrainte.

## Problème du kopeck
Une autre préoccupation en ce qui concerne le concept MTF est appelée le problème du kopeck. Le kopeck est l'unité monétaire russe semblable au centime, avec 100 kopecks pour un rouble. À un taux de change de 80 roubles pour un euro, un kopeck ne vaut pas grand-chose. Le nom est donc destiné à faire allusion à une petite quantité d'argent.
Le problème est que les revêtements métalliques utilisés dans les systèmes de type MTF les plus communs sont consommés pendant le fonctionnement du réacteur. En retour, l'appareil produirait de l'électricité qui serait vendue. Cependant, la valeur de cette électricité n'est pas très élevée, de l'ordre de quelques centimes par kWh. Ainsi, afin de générer un gain positif net, soit le dispositif doit générer une quantité énorme d'énergie (une quantité aujourd'hui irréaliste), soit le coût des assemblages de combustible doit être infime, de l'ordre d'un kopeck.
Deux solutions potentielles au problème du kopeck ont été identifiées. Premièrement, l'utilisation de la mise à feu (ignition) des points chauds (également exploré dans l'ICF traditionnel) semble permettre une grande augmentation de la quantité d'énergie libérée par rapport à l'énergie apportée, résolvant ainsi le problème par l'augmentation du gain. La seconde solution est d'essayer de recycler certains des composants ou, dans le cas des systèmes à paroi fluide, de n'autoriser aucune perte de matériau.